# Aix (Corrèze)
Aix é uma comuna francesa na região administrativa da Nova Aquitânia, no departamento de Corrèze. Estende-se por uma área de 48,02 km². Em 2010 a comuna tinha 402 habitantes (densidade: 8,4 hab./km²).